# Шикшнис, Виргиниюс
Вирги́ниюс Шикшни́с (лит. Virginijus Šikšnys; родился 26 января 1956) — видный литовский биохимик.

## Биография
В. Шикшнис изучал химию в Вильнюсском университете, в 1978 году получил диплом, затем изучал ферментативную кинетику на химическом факультете Московского государственного университета имени М. В. Ломоносова, где в 1983 году защитил диссертацию на степень кандидата химических наук по теме «Термостабильность ферментов, ковалентно иммобилизованных в полимерных гелях». С 1982 по 1993 год работал в Институте прикладной энзимологии в Вильнюсе. В 1993 году он посетил лабораторию профессора Роберта Хубера в Институте биохимии Общества Макса Планка в пригороде Мюнхена Мартинсриде. С 1995 года В. Шикшнис заведует лабораторией исследования взаимодействия белков и нуклеиновых кислот в Институте биотехнологии Вильнюсского университета.
В 2006 году В. Шикшнис становится профессором Вильнюсского университета и членом Академии наук Литвы. С 2007 года В. Шикшнис председательствует в учёном совете Института биотехнологии.

## Научная деятельность
Научные интересы профессора Шикшниса включают исследования структурно-функциональных взаимоотношений белков, участвующих в метаболизме нуклеиновых кислот. В. Шикшнис и сотрудники его лаборатории исследуют белки участвующие в различных системах антивирусной защиты бактерий биохимическими и биофизическими методами, включая рентгеноструктурный анализ. В число исследуемых в лаборатории бактериальных систем защиты входят эндонуклеазы систем рестрикции-модификации и CRISPR-Cas системы. Профессор Шикшнис является соавтором более 90 научных работ и подал 5 патентных заявок.
Более двух десятилетий основное внимание в лаборатории профессора Шикшниса было сфокусировано на исследованиях эндонуклеаз рестрикции. В сотрудничестве с коллегами из Великобритании, Польши, Германии и других стран в лаборатории под руководством профессора Шикшниса проводились биохимические исследования более чем 20 эндонуклеаз рестрикции. Кроме того, в лаборатории было решено около одной трети из всех известных на сегодняшний день в базе данных белковых структур (Protein Data Bank, PDB) трёхмерных структур эндонуклеаз рестрикции, то есть 15 из примерно 50. Восемь научных статей в этом направлении опубликованы в соавторстве с лауреатом Нобелевской премии профессором Р. Хубером.
Начиная с 2007 года, основным направлением исследований профессора Шикшниса становится изучение недавно открытых CRISPR-Cas систем защиты бактерий от бактериофагов и чужеродного генетического материала. В 2012 году Виргиниюс Шикшнис одним из первых продемонстрировал программируемое расщепление ДНК одним из компонентов CRISPR-Cas систем белком Cas9. По словам Шикшниса, его статья даже не была признана серьезной редакцией академического журнала и не была отправлена рецензентам, поэтому время, необходимое для признания её первой, было потерянно. Мартин Шлак сообщил, что Шикшнис представил свою статью, описывающую расщепление ДНК с помощью Cas9, в рецензируемом научном журнале Cell Reports 18 апреля 2012 года. После того, как она была отклонена без экспертной оценки, он месяц спустя отправил ее в рецензируемый научный журнал PNAS, и на рассмотрение и публикацию ушло несколько месяцев. Тем временем американский биохимик Дженнифер Даудна и французский микробиолог Эмманюэль Шарпантье опубликовали свою статью в рецензируемый научный журнал Science, где она была рассмотрена и принята в течение двух недель. Вскоре технология редактирования генома с помощью Cas9 была лицензирована фирмой DuPont. За создание новых технологий, позволяющих проводить с помощью CRISPR-Cas9 редактирование генома Эмманюэль Шарпантье и Дженнифер Даудна получили Нобелевскую премию по химии 2020 года.

## Награды и премии
- 2001 Литовская научная премия (совместно с Саулюсом Климашаускасом);
- 2004—2005 Государственная стипендия высшей степени Литовской Республики;
- 2012 Премия ректора Вильнюсского университета;
- 2012 Победитель проекта «Mini Nobelis», организованного журналом «Veidas»[12];
- 2015 Премия ректора Вильнюсского университета в номинации «Лучшая публикация в области физических, биомедицинских и технических наук» (с соавторами);
- 2015 Премия святого Христофора[лит.], вручаемая Советом города Вильнюса, за научные достижения;
- 2016 Премия Фонда Уоррена Альперта[англ.];
- 2016 Ассоциированный член EMBO[англ.];
- 2016 Глобальная премия Литвы за известность имени страны в мире;
- 2016 По случаю восстановления Литовского государства президент Литвы Даля Грибаускайте наградила Виргиниюса Шикшниса офицерским крестом ордена Великого князя Литовского Гядиминасаза заслуги перед Литвой и прославление имени страны;
- 2017 второй раз победитель проекта «Mini Nobelis», организованного журналом «Veidas»;
- 2017 Novozymes Prize (403 тыс. евро, совместно с Эмманюэль Шарпантье);
- 2017 Литовская научная премия;
- 2018 Премия Кавли в области нанонаук  (1 млн. долларов, совместно с Эмманюэль Шарпантье и Дженнифер Даудна)[13][14][15];
- 2021 Премия Балтийской Ассамблеи в области науки[англ.].

## Личная жизнь
Виргиниюс Шикшнис увлекается велосипедным спортом, плавает на байдарке, ходит на лыжах. Профессор любит книги, лесные прогулки и экзотические путешествия. Женат (Дангира), имеет дочь (Юрга).